# Martin H. Glynn
Martin Henry Glynn, född 27 september 1871 i Valatie, New York, död 14 december 1924 i Albany, New York, var guvernör i New York för demokraterna mellan 1913 och 1915.